# Lâu đài Roudnice nad Labem
Lâu đài Roudnice nad Labem (tiếng Séc Roudnice nad Labem (zámek)) là một lâu đài ở trung tâm thị trấn Roudnice nad Labem, thuộc huyện Litoměřice, vùng Ústí nad Labem, Cộng hòa Séc. Công trình này có tên trong danh sách các di tích văn hóa của Cộng hòa Séc.

## Lịch sử
Lâu đài mang phong cách Baroque ở Roudnice nad Labem được gia đình quý tộc Lobkovice xây dựng trong giai đoạn 1652 - 1684, trên địa điểm của một lâu đài kiểu Romanesque có từ thế kỷ 12. Những dấu vết còn lại của lâu đài Romanesque thế kỷ 12 chủ yếu ở phần nền móng và tầng hầm. Năm 1948, lâu đài được quốc hữu hóa. Từ năm 1959, lâu đài được Quân đội Nhân dân Tiệp Khắc sử dụng làm trụ sở của Nhạc viện Quân sự Vít Nejedlý, và lâu đài cũng trở thành nơi đặt cơ quan hành chính quân sự địa phương. Sau năm 1989, gia đình Lobkovice nhận lại quyền sở hữu lâu đài này. Năm 2009, lâu đài được trùng tu dựa vào chi phí riêng của gia đình Lobkovice.

## Mô tả
Lâu đài Roudnice nad Labem nổi bật với một tòa tháp cao hình lăng trụ ở mặt tiền. Phần ngọn tháp được thiết kế theo hình dáng một chiếc đèn lồng. Tòa nhà có ba cánh tạo thành hình móng ngựa. Khoảng sân lâu đài hình vuông có kích thước 58,5 × 54 mét.